# Gäddtjärnarna (Arvidsjaurs socken, Lappland, 730516-166971)
Gäddtjärnarna är en sjö i Arvidsjaurs kommun i Lappland och ingår i Piteälvens huvudavrinningsområde. Gäddtjärnarna ligger i Piteälven Natura 2000-område. Sjöns area är 0,02 kvadratkilometer och den är belägen 348 meter över havet.